# Westerflier

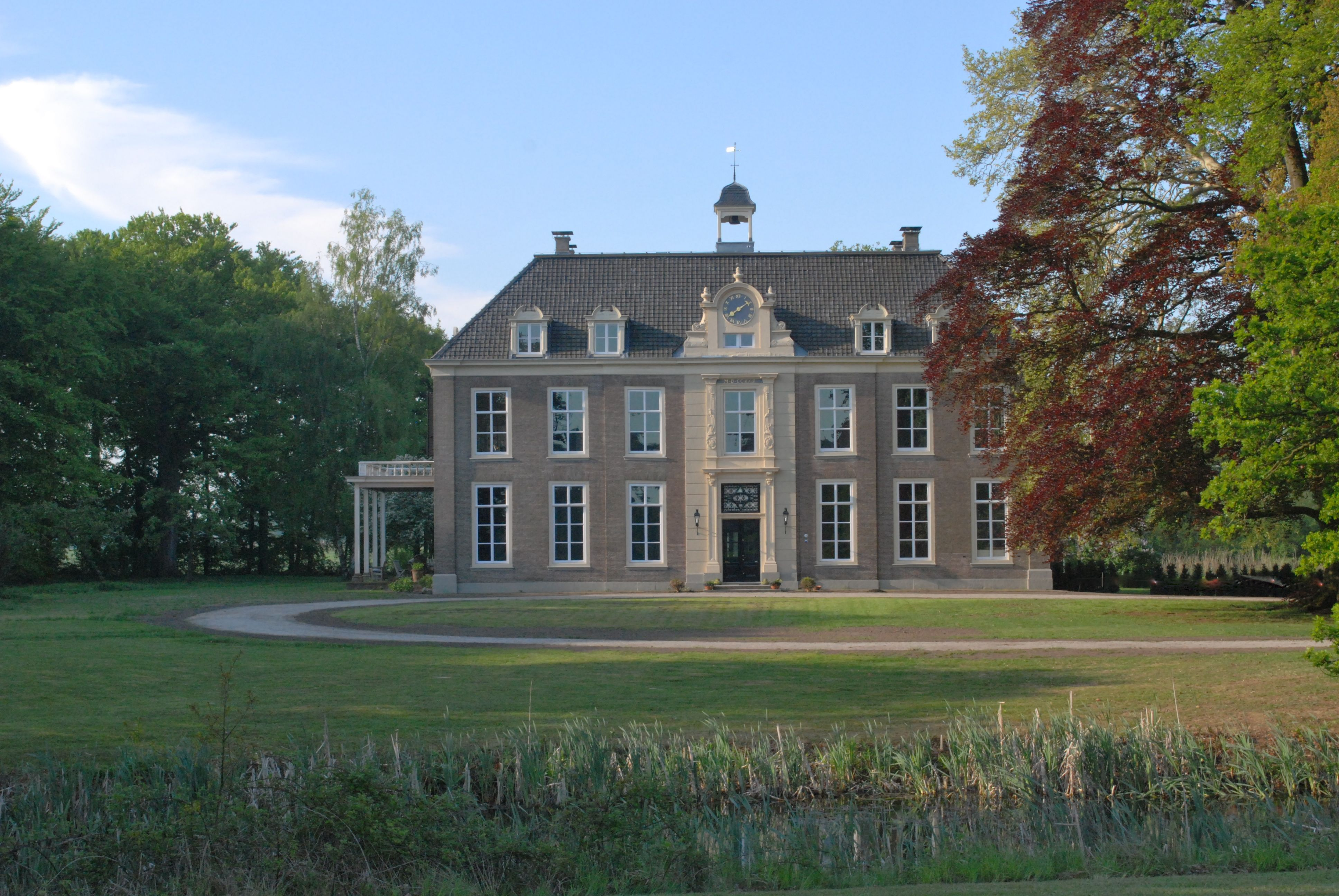
Voorzijde van het Westerflier.

Westerflier is een herenhuis of havezate omringd door een park en een landgoed, dat is gelegen ten zuidwesten van Diepenheim en dat bewoond werd door adellijke families. Men moest een havezate bezitten om tot de ridderschap te worden toegelaten. Van oorsprong werd van hieruit een allodium beheerd.
De omgeving waarnaar het huis genoemd is wordt als Westerfle voor het eerst vermeld in 1046. Westerflier is eeuwenlang bewoond door de familie Van Hövell, deze vormde de oorsprong van de adellijke familie Van Hövell tot Westerflier. Het is onbekend hoe het huis er toen uitgezien heeft.
Het huidige huis stamt uit 1729 en is een eenvoudig herenhuis van twee bouwlagen en een grote zolder. Het risaliet is van Bentheimer steen en voorzien van eenvoudige florale ornamenten. Boven in het risaliet is een wijzerplaat met één wijzer, die aangedreven wordt door een torenuurwerk uit 1724, gebouwd door Goslink Ruempol uit Laren.
Tot circa 1850 waren er twee bouwhuizen direct voor het Westerflier. Daarna is een enkel groot bouwhuis langs de Deventerdijk gebouwd, bestaande uit een boerderij en een dienstwoning. Bij een ingrijpende restauratie in 2006/2007 zijn er vier woningen in het bouwhuis gerealiseerd.

## Bewoners
Vanaf de 17e eeuw kende het huis de volgende heren:
- 1628-1646: Pallick van Hövell x Agnes van Ensse van Heeckeren († 1639)
- 1668: Joan van Hövell, zoon van Pallick en Agnes
- 1685-1695: Jan Pallick van Hövell
- 1695-1718: Otto Ernst van Hövell en Timan Sloot
- 1718-1721: Hendrik Otto van Delwich tot Nijenborg x Maria Anna van Hövell
- 1721-1757: Joan van der Sluis x Aleida Dumbar van Deventer, Joan was rechter te Diepenheim. Liet het huidige huis bouwen in 1729. De familie Van der Sluis bestond uit houthandelaren uit Haaksbergen.
- 1721-1757: Gerhard van der Sluis x Aleida Dumbar van Deventer, Gerhard was dokter
- 1757-??: Aleida Dumbar van Deventer, weduwe van Gerhard x Francois de Wolf
- Gerhard van der Sluis (1740-1808) x Getruid Elisabeth van Dam, gehuwd in 1767.
- Gerhard van der Sluis (1740-1808) x Geertruid Huibers, hertrouwd in 1773.
- Francina Johanna Henrica van der Sluis (geboren 1783) x Gerhard Jacobus Thin van Keulen, gehuwd in 1805.
- 1854: Aangekocht door Rutger Jan Schimmelpenninck van Nijenhuis en tot op heden in het bezit van leden van de familie Schimmelpenninck.
- Tijdens de Tweede Wereldoorlog was het een soort kampement voor mannen die moeilijk te plaatsen waren in de Arbeitseinsatz.
- Na de Tweede Wereldoorlog werd het huis kort gebruikt voor ontheemden.
- Vanaf de jaren 50 tot eind jaren 60 was het huis een internaat voor meisjes die uit huis geplaatst waren.
- 1975-2005 was het huis verdeeld in vier appartementen.
- 2009 na een ingrijpende restauratie bestaat het huis uit twee appartementen die particulier worden bewoond.

De heren van Westerflier waren gerechtigd om tol te heffen op de Riessense Diek, die in onbruik raakte toen het Twentekanaal werd aangelegd. Kort na 1948 werd de tol afgeschaft.

## Landschap
De Schipbeek stroomt langs het Westerflier. Deze gekanaliseerde beek is in de 15e eeuw in opdracht van de stad Deventer gegraven. Ze vormde een belangrijke verbinding tussen de IJssel bij Deventer en Alstätte in Duitsland. De familie Van der Sluis gebruikte deze beek om hout te vervoeren naar afnemers in Holland. Ter hoogte van het Westerflier is ook het begin van de Regge als aftakking van de Schipbeek. Op het landgoed is de Regge nog een smal stroompje, dat kronkelend zijn weg zoekt richting Diepenheim.
Het Westerflier is een landgoed van 303 ha, dat bestaat uit een afwisseling van bos, weiland en bouwland. Enkele kenmerkende essen maken het landschap licht geaccidenteerd. Het landgoed is vrij toegankelijk, behalve in de directe omgeving van het huis. Het landgoed is particulier bezit van de familie Schimmelpenninck en wordt als één geheel beheerd met het landgoed Nijenhuis dat ten oosten van Diepenheim ligt.